# Mieux sans Ned
Mieux sans Ned (France) ou Odieux guide (Québec) (Better Off Ned) est un épisode de la série télévisée d'animation Les Simpson. Il s'agit du seizième épisode de la trente-et-unième saison et du 678e de la série.

## Synopsis
À la suite d'une blague de Bart à l'école élémentaire, ce dernier est contraint de passer du temps avec Ned pour ne pas être renvoyé. Tandis que Ned réussit à faire changer Bart et que ces derniers nouent une relation très forte, la jalousie d'Homer le pousse à devenir le mentor de Nelson pour se venger. Cependant, lorsque Nelson découvre les raisons ayant poussé Homer à se rapprocher de lui, il va tenter de se venger sur Bart. Mais l'intervention de son père va tout changer...

## Réception
Lors de sa première diffusion, l'épisode a attiré 1,70 million de téléspectateurs.